# Lloret cacic
El lloret cacic o lloro esparverenc (Deroptyus accipitrinus) és una espècie d'ocell de la família dels psitàcids i única espècie del gènere Deroptyus. Habita zones amb arbres del sud-est de Colòmbia, sud de Veneçuela, Guaiana, est de l'Equador, fins al nord-est del Perú i el nord i centre del Brasil.